# 1982 en philosophie
Chronologie de la philosophie
- 1978
- 1979
- 1980
- 1981
- 1982
- 1983
- 1984
- 1985
- 1986

L’année 1982 a été marquée, en philosophie, par les événements suivants :

## Publications
- Johan Degenaar : 
  - Marxism-Leninism and its implications for South Africa. Cape Town: Academica
  - The roots of Nationalism. Cape Town: Academica.
  - Keuse vir die Afrikaner. Johannesburg: Taurus.
  - Ideologies: ways of looking at South Africa. Cape Town: Dept. of Extramural Studies.

### Rééditions
- Thomas More : L'Utopie, 1516, p.ex. Éditions sociales-Messidor, 1966, 1982.